# Tapejarinae
De Tapejarinae zijn een groep van uitgestorven pterosauriërs behorend tot de Pterodactyloidea.
In 2007 merkten Alexander Kellner en Diego de Almeida Campos dat Sinopterus volgens de gangbare definitie een lid was van de Tapejaridae. Er was dus behoefte aan een naam met een meer gangbare inhoud voor de directe verwanten van Tapejara wellnhoferi. Ze benoemden daarom een Tapejarinae.
De klade Tapejarinae werd gedefinieerd als de groep bestaande uit Tapejara wellnhoferi Kellner 1989 en alle soorten die nauwer verwant zijn aan Tapejara wellnhoferi dan aan Sinopterus dongi Wang & Zhou 2003.
De tapejarinen bestaan uit kleine tot middelgrote soorten uit het Krijt van Zuid-Amerika, Europa en Azië. Hun schedels hebben een hoge snuitkam en zijn typisch tandeloos. Fragmentarische resten zijn gezien als een aanwijzing dat ze het tot in het laatste Krijt uithielden; daarbij kunnen de latere Bakonydraco en Caiuajara tapejarinen zijn.
De tapejarinen omvatten soorten die toegewezen zijn aan het geslacht Huaxiapterus en verder de Tapejarini.